# Карл Вилхелм фон Ингенхайм
Карл Вилхелм фон Ингенхайм (на немски: Franz August von Ingenheim; * 17 декември 1706; † 20 юли 1761) е фрайхер (барон) от Ингенхайм. Той е офицер на Курфюрство Бавария, фелдмаршал-лейтенант на императорската войска и дипломат.

## Биография
Той е син на фрайхер Даниел фон Ингенхайм (* 1666, Мец; † 1723, Ерфурт) и съпругата му ландграфиня Мария Анна Йохана Луиза фон Хесен-Рейнфелс-Ротенбург-Ванфрид (* 1685, Ванфрид; † 1764, Ерфурт), дъщеря на ландграф Карл фон Хесен-Рейнфелс-Ротенбург-Ванфрид (* 1649; † 1711) и графиня Александрина Юлиана фон Лайнинген-Дагсбург-Фалкенбург-Хайдесхайм (* 1651; † 1703). Брат е на фрайхер Франц Август фон Ингенхайм (* 1718; † 1764), женен за Мария Филипина фон Зайнсхайм (* 1722; † 1763), и Мария Каролина Шарлота фон Ингенхайм (* 1704; † 1749). Неговите чичовци по майчина линия са ландграф Христиан фон Хесен-Ванфрид-Рейнфелс, княз Доминик Марквард фон Льовенщайн-Вертхайм-Рошефорт и княз Ференц II Ракоци.
Баща му е хугенот от Мец, който бяга в Германия и става щалмайстер на ландграф Карл фон Хесен-Ванфрид, издигнат е на фрайхер, става католик и се жени за неговата дъщеря.
От 1717 г. Карл Вилхелм е паж в двора в Мюнхен. Сестра му Мария Каролина Шарлота фон Ингенхайм отива през 1719 г. като придворна дама в Мюнхен и става фавориткка на младия наследствен принц на Бавария, по-късния курфюрст и император Карл VII Албрехт Баварски и има с него две деца. През 1726 г. Карл Вилхелм става камерамайстор. През 1745 г. той е извънреден пратеник при курфюрста на Кьолн, става комтур на ордена на „Св. Михаел“ и има ранговете на императорски фелдмаршал-лейтенант и лейтенант на бавараската хардия-гарда.
Карл Вилхелм умира на 20 юли 1761 г. и е погребан при Фрауенкирхе Мюнхен.

## Фамилия
Карл Вилхелм се жени през 1729 г. за дворцовата дама Мария Йоханна Лудовика Виоланта фон Хегненберг-Дукс (* 1702), дъщеря на Йохан Франц Хайнрих фон Хегненберг-Дукс (1676 – 1734) и Мария Концордия Урсула фон Прайзинг. Тя е потомка на Георг фон Хегненберг от Вителсбахите, родоначалникът на баварския благороднически род Хегненберг-Дукс. Те имат децата:
- Теодор Йозеф фон Ингенхайм (1733 – 1807), лисничей, женен за Мария Анна фон Клозен
- Лудвиг Бено Йозеф (* 1737), влиза 1760 г. в Тевтонския орден
- Франц Ксавер фон Ингенхайм († 1801), генерал-майор, женен за графиня Мария Терезия Валбурга фон Юберакер (1737 – 1815)
- Кресценция фон Ингенхайм, монахиня в Мюнхен